# Гондурас в Первой мировой войне
Гондурас вступил в Первую мировую войну 19 июля 1918 года, до этого сохранял нейтралитет. Гондурас объявил войну Германской империи и выступил на стороне Антанты, став последней задействованной страной, ранее не участвовавшей в данном конфликте. 
В первые десятилетия XX века Гондурас испытывал период политической нестабильности и вмешательства со стороны соседних стран, таких как Никарагуа и Гватемала, а также американских фруктовых компаний, контролировавших значительную часть экономики страны. После начала войны в Европе в 1914 году Гондурас объявил о своём нейтралитете. Экономические связи и политическая ориентация на США всё больше влияли на позицию страны. Война негативно сказалась на экономике страны, ограничив торговлю и вызвав экономические трудности, а также привела к волне арабской иммиграции в Гондурас.
Вступление США в войну в 1917 году усилило давление на Гондурас. Неограниченная подводная война Германии, а также стремление поддержать своего американского союзника и получить политическую поддержку в борьбе с внутренней оппозицией подтолкнуло президента Бертрана к объявлению войны Германии. Военный вклад Гондураса был небольшим и ограничился поставками союзникам сельскохозяйственной продукции, орехов тагуа, использовавшихся для производства отравляющего газа, ограничением деятельности вражеских немцев в Гондурасе и добровольцами в союзных армиях.
Однако само участие в войне позволило Гондурасу заявить о себе на международной арене и принять участие в послевоенном мирном процессе. Гондурас активно участвовал в Парижской мирной конференции, где его делегаты отстаивали интересы малых государств и критиковали интервенционистскую политику США в Латинской Америке. Они также выступили за более четкое определение Доктрины Монро и выразили свое несогласие с идеей суда над кайзером Германии. Гондурас подписал Версальский договор и предъявил требования о репарациях за понесённые потери. Гондурас стал одним из членов-основателей Лиги Наций, однако в последующие годы интерес Гондураса к Лиге Наций ослаб, и в 1936 году страна вышла из организации.

## Предыстория
В течение первого десятилетия XX века Гондурас был полем битвы соперничающих правителей — Хосе Селайя из Никарагуа и Эстрады Кабреры из Гватемалы в борьбе за власть, которая привлекала амбициозных политиков и наёмников. После многих лет борьбы с гондурасскими диктаторами и генералами, поддерживаемыми Селайей, в 1912 году президентом стал полулист, поддерживающий США, Мануэль Бонилья, что положило начало периоду относительного спокойствия. Но Бонилья умер естественной смертью через год, и президентом стал законно избранный Франсиско Бертран. Недоверчивый Бертран уволил наёмников, которые охраняли бывшего президента, но сохранил тесные отношения с начинающими американскими экспортерами фруктов, которые выращивали банановые плантации и строили корпоративные города на северном побережье Гондураса. Американские банановые компании были мощной политической силой в Гондурасе, особенно компания братьев Ваккаро из Нового Орлеана. В порту Ла-Сейба, например, «Братья Ваккаро» владели местными банками, пароходами и стратегической станцией «беспроводного радио» в дополнение к крупным плантациям поблизости, а также доминировали в местной торговле и власти. Подобные города-компании были на всём Карибском побережье Центральной Америки от Гватемалы до Коста-Рики.  

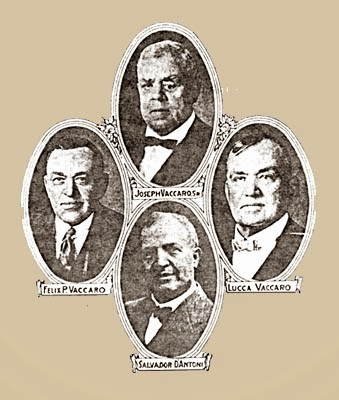
«Братья Ваккаро»

Относительную стабильность периода 1911-20 годов было трудно поддерживать. Революционные интриги продолжались на протяжении всего периода, сопровождаемые постоянными слухами о том, что ту или иную фракцию поддерживает одна из банановых компаний. Соперничество между этими компаниями обострилось в 1910 году, когда в Гондурас пришла компания «United Fruit». В 1913 году «United Fruit» основала железнодорожную компанию «Tela Railroad Company», а вскоре после этого — аналогичную дочернюю компанию «Trujillo Railroad Company». Железнодорожные компании получали огромные земельные субсидии от правительства Гондураса за каждый километр построенного ими пути. Правительство рассчитывало, что в обмен на землю железнодорожные компании в конечном итоге построят национальную железнодорожную систему, обеспечив столице долгожданный выход к Карибскому бассейну. Однако у банановых компаний были другие планы. Они использовали железные дороги для открытия новых банановых земель, а не для того, чтобы соединять их с городами. В результате субсидий они вскоре стали контролировать подавляющую долю лучших земель вдоль Карибского побережья. Прибрежные города, такие как Ла-Сейба, Тела и Трухильо, и города, расположенные дальше вглубь страны, такие как Эль-Прогресо и Ла-Лима, стали корпоративными городами, власть компаний в них часто превышала власть местных органов власти в регионе. 
В течение следующих двух десятилетий правительство Соединённых Штатов участвовало в противостоянии революциям в Центральной Америке независимо от того, поддерживались ли эти революции иностранными правительствами или американскими компаниями. В период 1912-21 годов военные корабли часто направлялись в районы революционной активности как для защиты интересов Соединённых Штатов, так и для оказания сдерживающего влияния на революционеров.
Наибольшую угрозу безопасности Гондураса представляли его соседи. Сальвадорские политики рассчитывали на союз с Гондурасом, и разумеется, поскольку Сальвадор был более густонаселённым он имел бы больше прав в этом союзе. У Гондураса имелись пограничные споры с Никарагуа и Гватемалой, при этом последняя стала представлять большую опасность после отстранения Селайи от власти. Гватемальский президент Эстрада Кабрера иногда устраивал провокации — он посылал свои войска на спорную территорию, чтобы проверить способность гондурасского президента удержать территории. Это могло легко привести к открытой войне между Гондурасом и Гватемалой, если бы гондурасские войска решились выступить против них.  

## Первая мировая война

### Нейтралитет

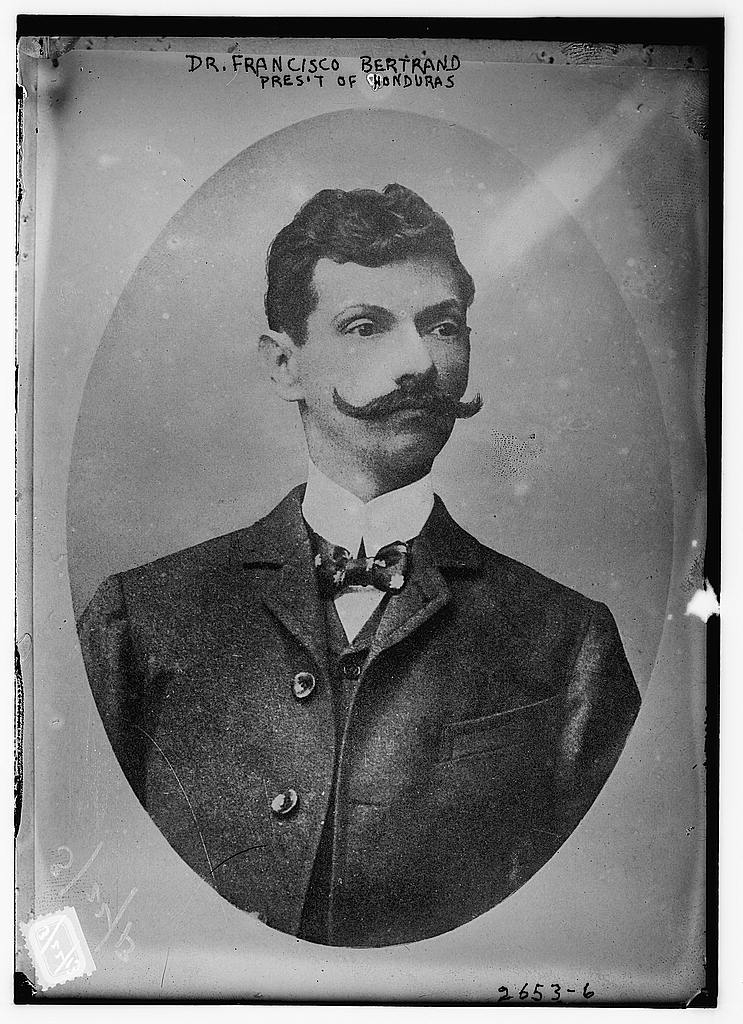
Франсиско Бертран был президентом Гондураса на момент Первой мировой войны. Он правил дважды: сначала с 28 марта 1911 год по 1 февраля 1912 год, а затем снова с 21 марта 1913 год по 9 сентября 1919 года

Администрация США считала, что Гондурас может помешать заключению договор Брайана — Чаморро. Франсиско Бертран, не рискуя навлечь на себя недоброжелательность Вильсона, хотел воздержаться от официального протеста. Однако многие другие гондурасцы считали, что договор Вильсона о канале был ещё одним проявлением американского империализма, и настаивали на том, чтобы Бертран протестовал. Тем не менее, гондурасский президент в конце концов одержал верх над своими оппонентами и не стал официально протестовать.
5 октября 1914 года Гондурас издал декларацию о нейтралитете:

Объявление нейтралитета, указ № 38, 5 октября 1914 года.

Франциско Бертранд, конституционный президент Республики Гондурас.

Учитывая, что он был уведомлен о состоянии войны, объявленной между Германией, Австро-Венгрией, Сербией, Францией, Великобританией и Россией, европейскими странами, с которыми Гондурас поддерживает дружественные отношения, и что Великобритания обратилась к правительству Гондураса с просьбой соблюдать законы нейтралитета;
Поэтому, кабинет министров постановил:
Пункт 1. Гондурас заявляет нейтралитет в нынешнем европейском конфликте.
Пункт 2. Национальные органы власти должны соблюдать и обеспечивать соблюдение принципов и правил, касающихся прав и обязанностей нейтральных держав и лиц в случае войны на суше и море, установленных Гаагскими соглашениями от 8 октября 1907 года.
Сделан в Тегусигальпе, в президентском дворце, 5 октября 1914 года.
Оригинальный текст (англ.)Declares of neutrality, decree No. 38, October 5, 1914.

Francisco Bertrand, Constitutional President of the Republic of Honduras.

Considering that he has been notified of the state of war declares between Germany, Austria-Hungary, Serbia, France, Great Britain and Russia, European nations with which Honduras maintains friendly relations, and that the Government of this Republic has been requested by Great Britain to observe the laws of neutrality;
Therefore, in cabinet of ministers decrees:
Article 1. The neutrality of Honduras is declared in the present European conflict.
Art. 2. The national authorities shall observe and cause to be observed the principles and rules concerning the rights and duties of the neutral powers and persons in case of war by land and sea, established by the Hague Conventions of October 8, 1907.
Done in Tegucigalpa, in the Executive Palace, the 5th day of October of 1914.

Однако в действительности это был нейтралитет в пользу Антанты, но он не предполагал ничего кроме заявлений в пользу союзников. Поскольку в то время в Гондурасе проживало всего несколько бизнесменов немецкого происхождения, страна была избавлена от того, чтобы стать центром последовавшей за этим антигерманской политики США. Эти постоянно проживающие немцы были либо мелкими торговцами, продававшими преимущественно товары немецкого производства, либо работали агентами банановых компаний. Немецкие дипломаты и резиденты получили влияние в местной прессе после начала войны и контролировали пропагандистскую работу союзников.   
Немецкие жители собрали 16 000 марок для поддержки своей страны, а также нескольких газет, включая официальную церковную газету «Amigo del pueblo», публиковали информацию, в которой симпатизировали Германии. Два немецких священника назвали это «примером побочных политических выгод от культурного влияния». Правительство Гондураса отмахнулось от протеста французских торговцев, направленного против немецкой пропаганды, заявив о свободе прессы. Несмотря на большие суммы, собранные в начале энтузиазма, пропагандистские кампании продолжались только тогда, когда немцы или их правительство могли покрывать регулярные субсидии. Субсидии облагали серьёзным налогом богатство немцев на перешейке, которые собрали полмиллиона марок наличными в дополнение к пожертвованиям товарами и услугами. Успехи пропаганды задержали достижение цели США по замене немецких инвестиций в Центральной Америке. Совместная пропагандистская атака США, Великобритании и Франции привела к конфискации немецкой собственности и заключению в тюрьму или изгнанию многих немцев по всей Центральной Америке, за исключением Сальвадора. Французский дипломат в Центральной Америке считал, что народное мнение всё больше симпатизирует делу Антанты. Британские агенты подавляли немецкие телеграммы, направленные в Гондурас.  
Французский дипломат Ревелли был впечатлен тем, как ловко немцы вели свою пропагандистскую кампанию в Центральной Америке по сравнению со слабой активностью Франции. Он жаловался, что субсидия газете «Batidor» в Гондурасе и ежегодная субсидия в размере 3000 франков французскому лицею в Гватемале были недостаточными шагами для противодействия немецкому влиянию.   
Весной 1915 года Бертран объявил, что намерен баллотироваться на переизбрание, после чего образовались две сильные антибертранские фракции, одну из которых возглавил Максимо Росалес, другую — доктор Хуан Ариас. Обе фракции с течением времени становились все более ожесточенными в своих памфлетах и кампаниях против Бертрана, и в августе 1915 года, когда Бертран подал в отставку в пользу Альберто Мемберньо, своего вице-президента, чтобы соблюсти конституционное требование о том, что ни один кандидат в президенты не может быть действующим на во время выборов, он вызвал слухи о революции. Американский советник Уильям Брайан внимательно следил за политическими событиями, но в июне 1915 года, когда политические беспорядки достигли апогея, он подал в отставку, и его место занял Роберт Лансинг. Поскольку Лансиг был более «макиавилистичнее» чем предыдущий советник, то вскоре в отношениях с Гондурасом стало ощущаться давление сильной руки Лансинга. 

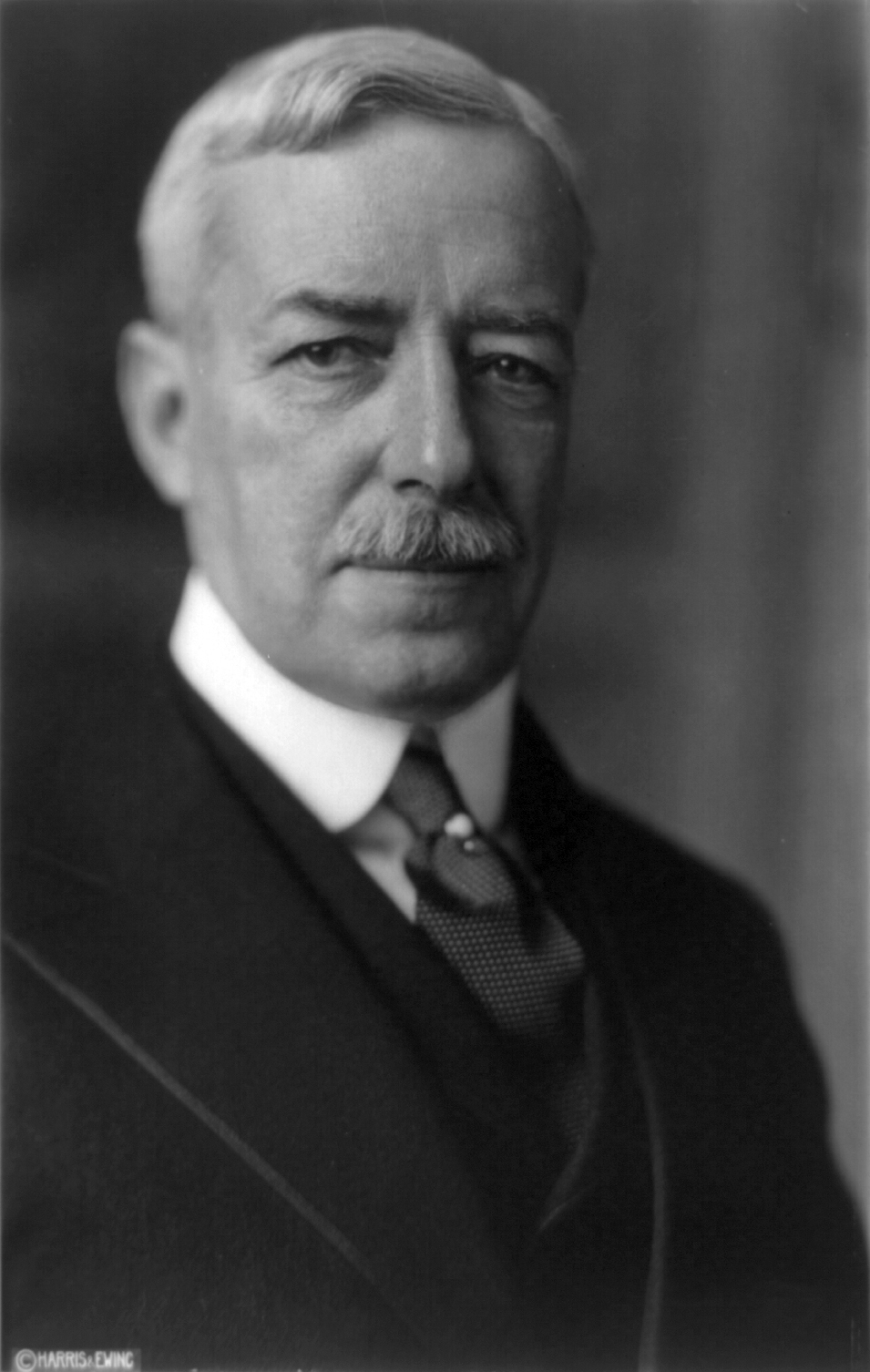
Роберт Лансинг — Государственный секретарь США, отвечающий за отношения с Гондурасом.

Лансинг впервые узнал о политическом кризисе в Гондурасе, когда президент Мембреньо пожаловался, что «United Fruit Company», все ещё стремящаяся найти сговорчивое правительство, финансирует генерала Максимо Росалеса, который закупал американское оружие для гондурасских революционеров, находившихся в Гватемале. Новый госсекретарь действовал быстро, потребовав, а затем получив заверения президента Эстрады Кабреры в том, что Гватемала будет соблюдать Вашингтонскую конвенцию 1907 года о сохранении нейтралитета. Лансинг также пообещал Гондурасу, что Соединённые Штаты будут препятствовать любому агенту покупать и поставлять оружие из Соединённых Штатов в революционных целях. Затем он потребовал, чтобы Министерство юстиции немедленно провело расследование деятельности генерала Росалеса после его недавнего прибытия в Соединённые Штаты и предполагаемой связи «United Fruit Company» с Росалесом. Президент одобрил действия Лансинга и дал ему дальнейшие указания «передать потенциальным революционерам намек, настолько значительный, что они сочтут за благо прислушаться к нему».
Не успел провалиться заговор Росалеса, как Лансингу пришлось разбираться с ещё одной интригой, направленной против кандидатуры Бертрана. На этот раз Госдепартамент был вынужден помешать амбициям американского наемника и авантюриста генерала Ли Кристмаса, который угрожал вторжением в Гондурас с территории Гватемалы. Правительство Мембрено вновь обвинило фруктовые компании в том, что они стоят за заговором Кристмаса, и потребовало от Америки прекратить эту подрывную деятельность. Лансинг послал американский корабль «Machias» и военного атташе для расследования. Эти действия положили конец заговору Кристмаса.
В ноябре национальные выборы прошли без беспорядков. Бертран победил подавляющим большинством голосов. Тем временем в Вашингтоне Государственный департамент продолжал расследование заговора Росалеса. В одном из интервью Боаз Лонг попросил Росалеса объяснить суть его визита в США. Росалес опроверг обвинения в разжигании революции и заявил, что приехал только для того, чтобы устроить своих детей в американские школы, а не для покупки оружия. Тем не менее, Росалес не отрицал своей оппозиции Бертрану, поскольку искренне считал, что переизбрание Бертрана было неконституционным. Он также не отрицал, что симпатизировал американским фруктовым компаниям, которые, по его мнению, помогали его стране, а Бертран, в свою очередь, несправедливо обращался с ними.
В январе 1916 года ходили слухи, что банановые компании поддерживают доктора Франсиско Х. Михию в последней попытке сохранить свою власть в Гондурасе. В мае 1916 года американские инвесторы, чтобы опровергнуть все обвинения в связях компаний с революционными заговорами, сообщили Госдепартаменту, что они не поддерживали заговоры, поскольку вполне удовлетворены своими нынешними инвестициями в стране. Тем не менее, Госдепартамент попросил Министерство юстиции продолжить наблюдение за Росалесом и фруктовыми компаниями. После провала заговора с выборами Гондурас не требовал особого внимания со стороны Вашингтона. Только в октябре 1916 года, когда возник широко распространённый слух о новой революции, Госдепартамент счел необходимым направить в Гондурас американский корабль «Sacramento». Слух умер, и вместо того, чтобы осудить вмешательство, Бертран оценил американскую поддержку.
И Бертран, и его предшественник Мембреньо продолжали развивать отношения с США, для поддержания своих правительств. В своём ежегодном обращении в январе 1916 года Мембрено выразил удовлетворение усилиями Панамериканской финансовой конференции по достижению солидарности полушарий путем облегчения коммерческих и финансовых операций. Кроме того, он сочувственно поддержал Соединённые Штаты в их посреднических усилиях в мировой войне. В январе 1917 года Бертран также сохранял дружественные отношения между двумя республиками. Он был особенно доволен тем, что претензии его страны в вопросе о Никарагуанском канале были удовлетворены Сенатом Соединённых Штатов. Он также высоко оценил Панамериканский научный конгресс, который в то время стремился ускорить обмен научными и культурными данными, как важный шаг к укреплению панамериканского единства.
15 февраля 1917 года правительство Гондураса выразило поддержку мексиканской инициативе, предлагавшей воюющим странам заключить мир. В случае отказа от мирного урегулирования, инициатива предусматривала оказание на них давления путём приостановки коммерческих связей.

### Антигерманская политика
После вступления в войну США, 17 мая 1917 Гондурас официально разорвал дипломатические отношения с Германией. Было объявлено военное положение, и никому не разрешалось путешествовать без паспорта. Немецкие консульства были закрыты, а гражданам стран Центральных держав было приказано вести себя прилично. Военная паника распространила слух о том, что гондурасское торговое судно было потоплено немецким рейдером на пути из Ла-Сейбы в Новый Орлеан. По словам министра иностранных дел Эмилиано Васкеса, правительство Гондураса хотело подтвердить континентальную солидарность, теплую дружбу с США и общие интересы. Офицеры военно-морской разведки США Сильванус Морли и Джон Хелд-младший оказались в то время в Копане и первыми узнали о первых шагах этой страны в мировой политике. Вечером 18 мая триста гондурасских солдат выстроились в каре на городской площади. Они были одеты в «грязные хлопковые рубашки и панталоны, соломенные шляпы и сандалии» и вооружены мачете с молотами. Один из чиновников взобрался на телегу и торжественно зачитал телеграмму от президента, объявлявшую о разрыве с Германией и объявлении военного положения. Морли и Хелд быстро достали из багажа флаг США и подняли его над ратушей, смешиваясь среди представителей власти. Пожимая друг другу руки, как гондурасцы, так и американцы, восклицали: «Somos aliados, somos aliados ahora» (мы союзники, мы теперь союзники). Морли сообщил об этом событии в Управление военно-морской разведки: «Сцена была не лишена определенного драматизма и патриотического интереса: маленькие белые оштукатуренные дома с красными крышами; развевающиеся пальмы; армия мосо в пижамах, выстроившаяся вокруг площади; чиновник в центре, читающий президентский указ, и их новые союзники в лице двух грязных неопрятных граждан, и, наконец, флаг США, развевающиеся над мэрией в стремительно наступающих вечерних сумерках».
В результате военного положения власти Гондураса внимательно следили за иностранцами, особенно за немцами, но также и за другими национальностями, в том числе и за американцами. О незнакомцах и путешественниках быстро докладывали местным военным комендантам и требовали предъявления паспортов и других документов. На пароходах требовались разрешения на выезд «выдаваемые местными военными властями по телеграфному распоряжению министра обороны».
Несмотря на такое радушие в официальной политике Гондураса, вскоре стало очевидно, что гондурасский народ был не так дружелюбен, как его правительство, когда оно выступило против присоединения к Соединённым Штатам в качестве союзника в Первой мировой войне. Идея Вильсона о дружбе народов через идею панамериканизма, очевидно, не была понятна гондурасскому народу. Бертран также не преуспел в возбуждении немецкого страха своих соотечественников, подняв слух о том, что немецкие агенты сговорились с президентом Гватемалы Эстрадой Кабрерой о вторжении в Гондурас. Законодательный орган более года блокировал усилия Бертрана по созданию союза с США, поскольку Гондурас не сталкивался напрямую с немецкой угрозой, испытывал внутренние трудности, а также из-за вмешательства США во внутренние дела страны.
Лансинг получил несколько слухов о вражеской деятельности в Гондурасе, и он считал, что Гондурасу следует объявить войну, чтобы американские агенты могли вмешаться и выследить немецких агентов. Он стал настолько одержим страхом перед вражескими агентами вблизи Панамского канала, что намекнул министру Поликарпо Бонилле, что если «Гондурас надеется получить корабли от Управления пароходства США для перевозки своего урожая бананов, то ему лучше всего стать союзником, чтобы получить более приоритетное место в списке».
Роберт Лансинг напрямую обратился к Поликарпо Бонилле с вопросом: «когда Гондурас объявит войну Германии?». Бывший глава центральноамериканской страны ответил, что его правительство считает нелепым делать это перед такой державой, как Германия, поскольку «Гондурас маленькое государство». Заметно раздраженный, Лансинг возразил: «Нам нужна моральная поддержка, чтобы показать, что вся Америка едина с нами в этой войне».

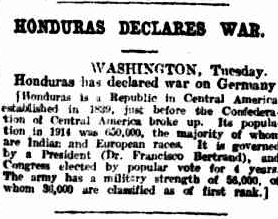
«Гондурас объявляет войну», австралийская газета «The Courier-Mail», 25 июля 1918 года.

Несмотря на свои внутриполитические проблемы, Гондурас решил поддержать военные усилия США. Бертран и его правительство выразили протест против грубого игнорирования немцами международного права в открытом море, и Гондурас полноценно вступил в войну 19 июля 1918 года, объявив войну Германской империи: 

Декларация о войне против Германии, 19 июля 1918 года.
Франсиско Бертран, конституционный президент Республики Гондурас,
Считая, что мотивы, послужившие основанием для разрыва дипломатических отношений этой Республики с Германской империей, обострились, с каждым днем характеризуясь все большей серьезностью для международной жизни всех народов;
Принимая во внимание, что континентальная солидарность налагает на Штаты Америки обязанность содействовать, в меру своих возможностей, торжеству дела цивилизации и права, которое вместе с союзными нациями защищают Соединенные Штаты Америки, и следовательно, требует определенного отношения в нынешнем мировом конфликте;
Поэтому совет министров постановляет:
Статья 1. Объявляется, что между Республикой Гондурас и правительством Германской империи существует состояние войны.
Статья 2. Отчет будет предоставлен Национальному Конгрессу на его следующих сессиях.
Принято в Тегусигальпе 19 июля 1918 года.
(Далее следуют подписи президента и всех членов кабинета министров.)
Оригинальный текст (англ.)Declaration of war against Germany, July 19, 1918.
Francisco Bertrand, drafting constitutional president of the Republie
of Honduras,
Considering that the motives which originated the severing of the diplomatic relations of this Republic with the German Empire have become accentuated, being characterized every day by greater gravity for the international life of all the peoples;
Considering that continental solidarity imposes upon the States of America the duty to contribute according to the measure of its abilities : toward the triumph of the cause of civilization and of right which, with the allied nations, the United States of America defends, and' consequently demands a definite attitude in the present conflict of the world;
Therefore, in council of ministers, decrees:
Article 1. It is declared that there exists a state of war between theRepublic of Honduras and the Government of the German Empire.
Art. 2. Account shall be rendered to the National Congress at its next sessions.
Given in Tegucigalpa the 19th day of July, 1918.
(Signatures of the President and of all the members of the cabinet follow.)

Как и США, Гондурас вступил в войну как «ассоциированная держава», а не как непосредственный член Антанты. Народ не проявил интереса к объявлению войны, а политическая оппозиция Бертрана даже обвинила Бертрана в том, что он объявил войну, чтобы заручиться поддержкой Америки в искоренении потенциальных революционеров. 
Правительство начало следить за немецкой собственностью. К тому времени, когда Соединённые Штаты направили эксперта из Совета по военной торговле, чтобы помочь правительству Гондураса создать орган по контролю за иностранной собственности, Гондурас уже начал конфискацию немецких активов. Первой целью стал крупный немецкий бизнес на острове недалеко от Амапалы. Компания управляла несколькими катерами, которые были конфискованы гондурасскими властями на основании того, что они использовались для подрывной деятельности. В результате законная коммерческая деятельность компании была парализована. 
Роль Гондураса в войне была незначительной. Он предоставил лишь отдельных добровольцев для союзных армий. Его сельскохозяйственная продукция была важной, но не жизненно необходимой для военных действий. Также он поставлял союзным державам орехи Тагуа (Корозо), которые использовались для производства отравляющего газа. 7 августа 1918 года президент Бертран, видимо, по просьбе Вашингтона через Чрезвычайного посланника США Джона Юинга, разрешил безналоговый экспорт данных орехов. Для ускорения отправки был направлен лейтенант Моравки. Этот тот случай, когда вклад Центральной Америки в военные усилия союзников действительно дошёл до фронта.
11 ноября 1918 года было подписано Компьенское перемирие между антигерманской коалицией и Германией, Гондурас оказался на победившей стороне.

## Экономика
Первая мировая война в целом оказала негативное влияние на Гондурас. В 1914 году цены на бананы начали падать, и, кроме того, война сократила общий объём экспорта сельскохозяйственной продукции. Вступление США в войну в 1917 году потребовало использования грузовых кораблей в военных нуждах, в результате чего импортные товары, такие как текстиль, стали дефицитом. Дефицит товаров, в свою очередь, привёл к инфляции, а сокращение торговли уменьшило доходы государства от тарифов. Однако банановые компании продолжали процветать; компания «Standard Fruit» сообщила о доходах почти в 2,5 миллиона долларов США в 1917 году.
Развитие банановой промышленности способствовало зарождению организованного рабочего движения в Гондурасе и первым крупным забастовкам в истории страны. Первая из них произошла в 1917 году против компании «Cuyamel Fruit Company». Забастовка была подавлена гондурасскими военными, но в следующем году произошли ещё одни рабочие волнения на предприятии «Standard Fruit Company» в Ла-Сейбе. В 1920 году всеобщая забастовка охватила Карибское побережье. В ответ на это в район был направлен военный корабль США, а правительство Гондураса начало арестовывать лидеров. Когда компания «Standard Fruit» предложила новую заработную плату, эквивалентную 1,75 доллара США в день, забастовка в конечном итоге прекратилась. Однако трудовые проблемы в деятельности банановых компаний были далеки от завершения.
В 1917 году споры между компаниями угрожали втянуть Гондурас в войну с Гватемалой. Компания «Cuyamel Fruit Company», поддерживаемая правительством Гондураса, начала расширять свои железнодорожные линии на спорную территорию вдоль гватемальской границы. Гватемальцы при поддержке «United Fruit Company» послали войска в этот район, и какое-то время казалось, что может вспыхнуть война. Но посредничество Соединённых Штатов положило конец непосредственной угрозе, но спор оставался до 1930 года, когда второе посредничество Соединённых Штатов, наконец, привело к урегулированию. Аналогичным образом, пограничный спор между Гондурасом и Никарагуа представлял самую большую военную угрозу для каждой из этих стран. 

### Черные списки в Гондурасе
Чёрные списки — список лиц или фирм в нейтральной стране, с которыми воюющая держава, чтобы ослабить врага, запрещает своим гражданам торговать.
Этот список был опубликован в Нью-Йоркской газете Times  от 5 декабря 1917 года.
- Abadie Brothers — Амапала
- Andoine, George — Puerto Conteo
- Aybar, J.A. — Puerto Conteo
- Bematon & Cia. — Пуэрто-Кортес
- Castillo, B. — Хутикальпа
- Cornelsen, N. — Тегусигальпа
- Debbe, Guillermo — Тегусигальпа
- Debbe, Wilhelm — Тегусигальпа
- Dreschel, Alfonso — Тегусигальпа
- Dreschel, D. — Амапала
- Espinoza — Тегусигальпа
- Gastel, H. y Hijo — Сан-Хуансито[англ.]
- Kohncke, Gathman & Co. — Амапала
- Kohncke, Teodoro y Co. — Амапала
- Maier, P. & Co. — Пуэрто-Кортес
- Mejia, Tomas — Сабанагранде[англ.]
- Mendoza, Juan — Сан Маркос де Колон[англ.]
- Mendoza, Liberato — Комаягуа
- Peterson, Ernesto — Тегусигальпа
- Rossner, J. & Co. — Амапала
- Siercke, Ernesto — Тегусигальпа
- Siercke, Francisco — Чолутека
- Stichle, Louis — Амапала
- Veit, Wilhelm — Тегусигальпа
- Walther, Gustav — Тегусигальпа
- Withnauer, Teodoro — Тегусигальпа

## Арабская иммиграция в Гондурас
Первые палестинские иммигранты прибыли в Центральную Америку, покинув Ближний Восток, по многим причинам — в поисках лучших экономических условий, свободы от религиозных преследований, а также, чтобы избежать военный призыва. Когда в 1909 году христиане получили право на призыв в армию в Османской империи, а в 1914 последняя вступила в Первую мировую войну, то такое стечение событий, несомненно, побудило многих палестинских христиан покинуть свои дома. При это часть арабских христиан иммигрировали с середины XIX века, а другие приняли решение мигрировать в результате тяжёлых экономических времен после Первой мировой войны.  
Таким образом, Первая мировая война, распад Османской империи и задержка арабского стремления к независимости от колониального господства принесло волну иммигрантов во всю Америку, в том числе и в Гондурас. 
«Многие из наших отцов и дедов в Палестине копили свои деньги, чтобы поехать в Америку», — рассказывал Хакобо Сайбе, арабский иммигрант — «Они купили билеты третьего класса — это был максимум, который они могли себе позволить. Они не очень хорошо знали географию. Первая остановка была либо в Карибском бассейне, либо в Центральной Америке. Они не говорили по-английски и не говорили по-испански. Поэтому они приехали без каких-либо документов, без копейки в карманах и были допущены в страну, которая действительно открыла им свои двери». Владелец хозяйственного магазина Элиас Ларах, чья семья приехала в Гондурас в 1900 году, добавил, что «наши отцы и деды были очень невинными, простыми людьми. Они много работали и в конечном итоге стали успешными».
Жители Ближнего Востока были известны в Гондурасе, поскольку они предоставляли товары и услуги, ранее недоступные. Арабы основали первую сигаретную фабрику в Сан-Педро-Сула в 1914 году. Арабы также первыми стали продавать «молотый кофе с двухколесных тележек». К 1918 году 42% предприятий в Сан-Педро-Суле, которая была промышленной столицей Гондураса, принадлежали арабским иммигрантам. Несмотря на растущий коммерческий успех, арабские торговцы на северном побережье Гондураса в 1920-х годах ощущали значительное экономическое давление со стороны корпораций, и, похоже, некоторые люди предпринимали действия, чтобы попытаться положить конец экономической конкуренции.  

## Парижская мирная конференция

### Вопрос об участии
Гондурас впервые выразил свое раздражение Соединёнными Штатами, когда в начале Парижской мирной конференции он, как и все другие латиноамериканские страны, не получил приглашения принять в ней участие. Секретарь Лансинг из Американской комиссии по заключению мира вполне осознавал обязательства Соединённых Штатов по отношению к своим латиноамериканским союзникам, но поскольку среди великих держав существовало значительное противодействие участию в конференции кого-либо, кроме эффективных «эффективных воюющих сторон», он не мог сделать ничего другого, кроме как заверить их в своей заинтересованности и обеспокоенности. Президент США также считал, что участие Гондураса, Гватемалы, Гаити и Никарагуа «будет отвечать интересам Соединённых Штатов, и поэтому они должны подписать мирный договор». Вильсон убеждал премьер-министра Франции Жоржа Клемансо и Дэвида Ллойд Джорджа из Великобритании разрешить участие в конференции тем латиноамериканским странам, которые разорвали отношения или объявили войну. Клемансо заявлял, что Кубе и Гондурасу не должно быть предоставлено право высказывать своё мнение по вопросам мирного урегулирования, а также то, что пять великих держав (Великобритания, США, Япония, Франция и Италия) должны принять решения по важным вопросом до того, как в этом будут участвовать малые державы:
Я до сих пор постоянно держался того мнения, что между нами существует соглашение, в силу которого пять великих держав сами разрешают важные вопросы прежде, чем входят в зал заседаний конференции.

В случае новой войны Германия бросит все свои армии не на Кубу или Гондурас, а на Францию; Франция будет снова отвечать. Поэтому я требую, чтобы мы держались принятого предложения; оно сводится к тому, чтобы происходили совещания представителей пяти названных великих держав и, таким образом, достигалось разрешение важных вопросов. Обсуждение второстепенных вопросов должно быть до заседания конференции предоставлено комиссиям и комитетам.
Тем не менее, Вильсон смог их убедить. Лансинг посоветовал латиноамериканским делегатам, уже находившимся в Париже, быть готовыми занять свои места в случае получения приглашений. Услышав, что они получили приглашение они с энтузиазмом поблагодарили министра. Таким образом, Гондурас вошёл во вторую категорию воюющих стран, имеющих интересы частного характера и получил право послать одного полномочного делегата.

### Гондурасская делегация
Делегаты принадлежали к образованной группе среднего класса, все они были выходцами из небольшой, привилегированной белой части населения. Таким образом, они представляют лишь меньшинство страны.
- Хосе Поликарпо Бонилья[37] — глава делегации, адвокат и политический деятель Гондураса, президент республики Гондурас с 22 февраля 1894 года по 31 января 1895 года и с 1 февраля 1895 по 1 февраля 1899 года. В Париже в распоряжении в его распоряжении не было ни экспертного персонала, ни секретариата. Другими словами, он был «одиноким волком», у которого, однако, были хорошие связи. Когда он приступил к работе в Париже 4 апреля — то есть слишком поздно — в сопровождении жены и дочери, страна переживала политические потрясения, похожие на гражданскую войну. Таким образом, у него не было надежного дипломатического статуса. Однако, как и следовало ожидать, он использовал это собрание для прояснения важных вопросов, касающихся Центральноамериканского региона[38]. Он имел инструкции по решению национальных вопросов, таких как пограничные конфликты, интервенции США и, в целом, ограничения суверенитета. Выступал за подход национального государства на международной арене, основанный на гарантиях сохранения суверенитета[39].
- Рафаэль Хелиодоро Валле[исп.][37] — гондурасский журналист, дипломат и историк.
- Альфонсо Гильен Селайя[исп.][37] — гондурасский журналист, писатель и поэт.

### Лига Наций
Гондурас даже воспользовался своей возможностью, чтобы осудить американскую империалистическую политику. Так, по важному вопросу о создании Лиге Наций делегаты Гондураса вместе с кубинскими делегатами отказались поддержать идею американского президента, пока не осознали, что Лига станет идеальным международным рупором для недовольства их нации Соединёнными Штатами. Неизвестно, осознавал ли данную проблему американский президент, но его латиноамериканские советники были вполне осведомлены об этой проблеме. Причины вступления Гондураса в Лигу Наций во многом основывались на его антиамериканской позиции. Гондурас 10 января 1920 года официально вступил в Лигу Наций, став одним из государств-основателем данной организации. Однако, когда Соединённые Штаты не смогли присоединиться к Лиге, это привело к тому, что Гондурас и его соседи по Центральной Америке потеряли интерес к Лиге Наций к 1925 году, и центральноамериканская республика официально вышла из организации 10 июля 1936.

### Претензия к доктрине Монро

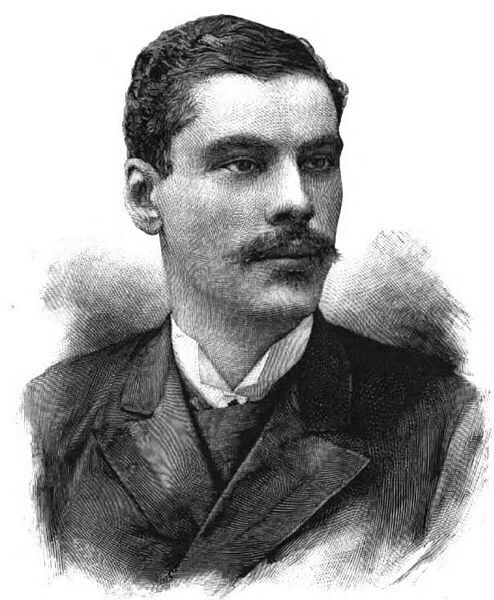
Хосе Поликарпо Бонилья Васкес, подписал Версальский договор, главный гондурасский делегат

Гондурас также воспользовался возможностью изложить на Парижской конференции свои претензии к доктрине Монро. Когда речь зашла о доктрине Монро,    Поликарпо Бонилья, бывший президент и главный делегат на конференции, начал свою речь. В течение многих лет США узаконивали военные интервенции в своих странах, ссылаясь на эту доктрину. Гондурасец ссылался на рассуждения Вильсона, призывая к равным правам для всех государств, больших и малых, сильных и слабых. Ссылка на речи Вильсона была призвана преодолеть старый односторонний закон сильнейшего и заменить его международным правом, основанным на сотрудничестве. Таким образом, практика интервенционизма должна была быть представлена как устаревшая. 
Он также выступил за то, чтобы доктрина Монро была четко определена в двадцать первой статье. Бонилья предложил следующую интерпретацию цели доктрины Монро, совместимую с принципами Вильсона и интересами Латинской Америки: 
«Все республики Америки имеют право на независимое существование, без того, чтобы какая-либо нация могла приобрести путем завоевания какую-либо часть их территории, или вмешиваться в их внутреннее управление или администрацию, или совершать какие-либо другие действия в ущерб их автономии или которые могут нанести ущерб их национальному достоинству». 
Его намерением было не многостороннее расширение доктрины, а её смягчение, чтобы не дать Соединённым Штатам использовать её в интервенционистских целях. Гондурас поставил Вильсона в неловкое положение, когда ему приходилось выбирать между традиционной американской политикой и идеей Лигой Наций. Однако предложение Бонильи не прошло дальше стадии обсуждения, поскольку большинство европейских стран считали, что доктрина Монро их не касается. Даже большинство делегатов из Латинской Америки отказались поддержать предложение, как только оно показалось нежелательным для американской комиссии и европейских стран. 
Это имело свои последствия. В Америке как и предлагаемая идея о создании Лиги Наций, так и действия Гондураса вызвали горячие дебаты о возможном уничтожении Доктрины Монро. Алберт Беверидж лучше всего выразил оппозиционные настроения, когда заявил, что доктрина Монро будет «скована», если будет разрешено интерпретировать её значение какой-либо стране, кроме США. Его предупреждение сыграло важную роль в том, что добавило масла в огонь более поздних сторонников оговорок и противников Лиги Наций. Когда Вильсон вернулся домой и узнал об этой точке зрения, он часто заявлял, что будет применять доктрину Монро «когда я сочту нужным».
Гондурасская позиция также имела свои последствия в Латинской Америке. Например, когда в июне 1919 года избранный президент Бразилии Эпитасиу Песоа посетил Соединённые Штаты с целью получения экономической помощи, он счел нужным заявить, что «Бразилия не только признает доктрину Монро, но и всегда ее признавала». С другой стороны, в латиноамериканской прессе было много хвалебных отзывов о заявлении Гондураса и о поддержке, которую оказала ей Куба. То, что Гондурас и Куба вообще заговорили о доктрине Монро, указывает на напряженность среди американских наций, выступающих против американского доминировании в западном полушарии.

### Вопрос суда над Кайзером
В ходе подготовительных обсуждений Версальского договора Поликарпо Бонилья высказался против идеи против суда над кайзером Вильгельмом II, апеллируя к международному праву и гондурасской конституции, при этом среди всех других делегатов его утверждения были наиболее резкими. Гондурас выдвинул следующие тезисы:
1. «Письменное законодательство всех цивилизованных стран закрепило неоспоримый принцип международного права, согласно которому никто не может быть судим или наказан за преступление, которое не было ранее прямо не было определено и наказуемо по закону».
2. «Делегация Гондураса считает, что судебный процесс над Его Величеством Вильгельмом II Гогенцоллерном, бывшим императором Германии (1919), подлежащий обвинению по статье I обсуждаемого проекта, является неприемлемым. На самом деле для этого нет ни международного права, ни прецедента. Глава государства подотчётен только своему народу: последний может судить и осуждать его только в соответствии с регулярно установленными законами. В отсутствие таких законов было бы справедливо осудить и порицать массово немецкий народ, который следовал и терпел действия своих правителей, но это порицание может быть эффективным только в том случае, как этого удалось добиться конференции: путем наложения на немецкий народ возмещения или репарации за весь ущерб, причиненный в несправедливой и жестокой войне, в которую он позволил себя втянуть.»

### Версальский договор, вопрос об репарациях

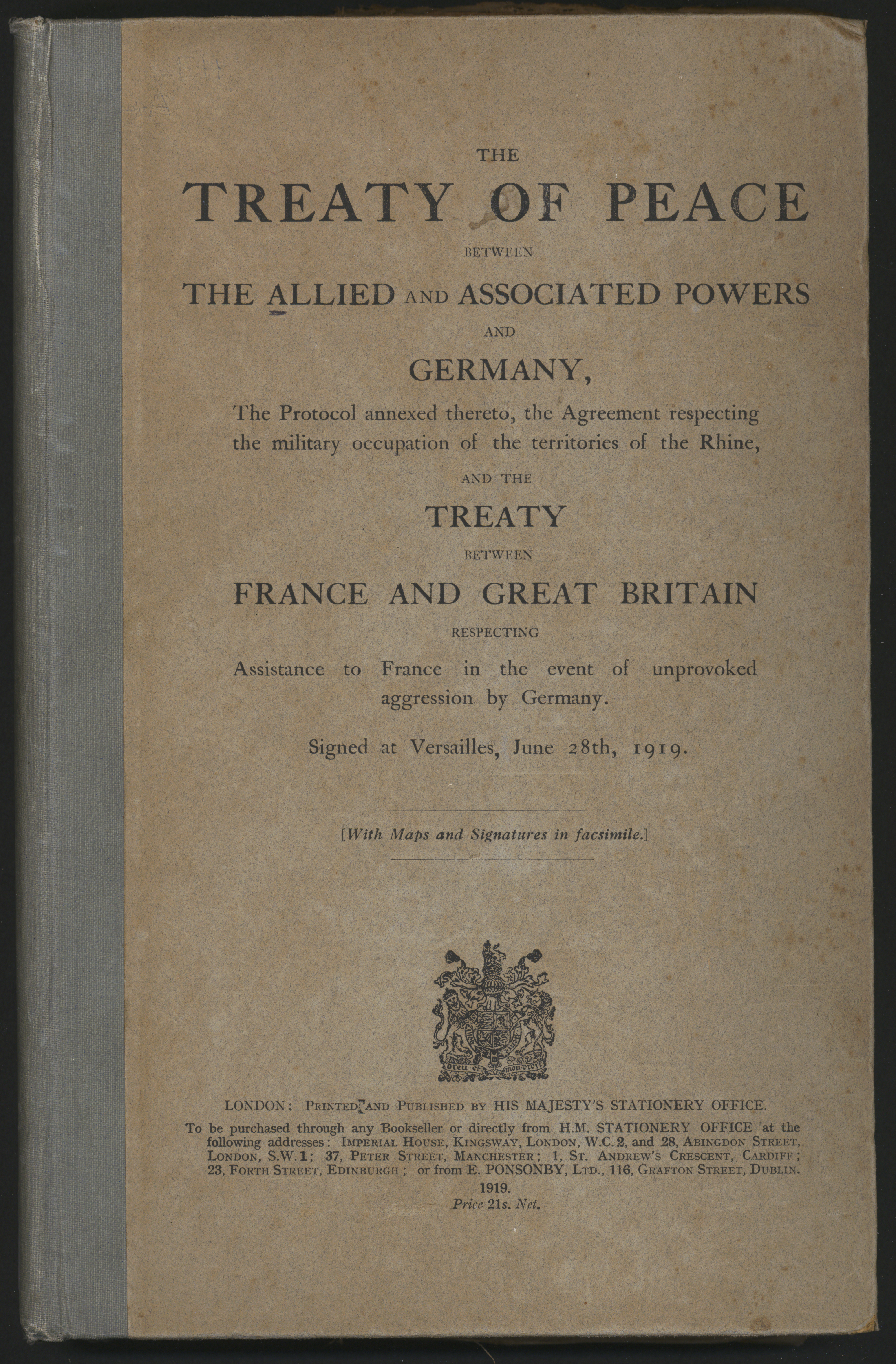
Обложка английского издания версальского договора

В отличие от таких стран, как Бразилия и Панама, Гондурас не принимал активного участия в подготовке Версальского договора. Тем не менее, гондурасские делегаты прилагали все усилия для защиты и продвижения интересов своей страны. Например, в вопросе о репарациях его представители присоединились к делегатам Никарагуа и откровенно заявили американским членам комиссии, что «им не нравится идея возвращения домой, не добившись какого-то ощутимого успеха». Таким образом, в отличие от Панамы и Эквадора, которые понесли относительно одинаковые потери, но воздержались от предъявления требований о репарациях, гондурасцы добивались максимальной компенсации за свои потери во время подводной войны.
Несмотря на антиамериканскую дипломатическую деятельность Гондураса, американские уполномоченные лица старались сделать так, чтобы латиноамериканские делегаты были довольны. Они устраивали приемы и встречи, а также выражали свою официальную заинтересованность в благополучии латиноамериканцев. В последнем акте конференции Американская комиссия смогла сделать последний жест дружбы по отношению к латиноамериканским делегатам, добившись для них приглашения присутствовать на церемонии подписания договора. Снова проигнорированные, поскольку их страны не считались «эффективными воюющими сторонами», латиноамериканские делегаты обратились за помощью к Лансингу. Лансинг попросил Вильсона сделать для них все возможное, поскольку «они все являются особыми друзьями Соединенных Штатов и смотрят на них как на своих защитников». Лансинг также опасался вызвать их враждебность, если они останутся в стороне. Поскольку Клемансо и Ллойда Джорджа снова было трудно убедить, Вильсону и Лансингу пришлось быть весьма настойчивыми, прежде чем два других лидера согласились пригласить латиноамериканских делегатов. Позже латиноамериканские делегаты так щедро благодарили Лансинга, что секретарь заметил, что «было почти жалко видеть, как они были счастливы». От лица Гондураса, Поликарпо Бонилья, указанный в договоре как член специальной миссии в Вашингтоне, бывший президент Республики Гондурас, чрезвычайный посланник и полномочный министр, подписал 28 июня 1919 года Версальский мирный договор, завершивший состояние войны. 
Рафаэль Лопес Гутьеррес, получив власть 28 октября 1919 года, а затем узаконивший себя на выборах, ратифицировал Версальский договор 25 февраля 1920 года; парламент одобрил его 7 апреля. Целью было придать легитимность правительству, которое все ещё было нестабильным и критически воспринималось США. 

## Последствия
Объявление войны Германии не было поддержано большим количеством немецкого населения, проживающего в Гондурасе, что стало одной из причин свержения диктатора Франсиско Бертрана Бараоны. После Первой мировой войны чувство регионального единства, возникшее в ответ на политику США с 1900 по 1917 год, было официально оформлено соглашением между правительствами Гватемалы, Гондураса и Сальвадора в 1920 году. Под давлением Соединённых Штатов Никарагуа впоследствии присоединилось к этому пакту. Только Коста-Рика возражала, предпочитая продолжать свой независимый курс. Но усилия по объединению вскоре потерпели крах, и Центральная Америка вернулась к своим историческим моделям соперничества государств и приграничных интриг. CША продолжали вводить войска в страну в 1919, 1924 и 1925 годах.